# Pepi II
Pepi II var den femte faraonen under Egyptens sjätte dynasti) och regerade omkring 2245–2180 f. Kr. Han besteg tronen redan som barn och regerade exceptionellt länge.

## Familjebakgrund
Traditionellt har Pepi II ansetts vara en son till farao Pepi I och hans stora hustru Ankhnesmerire II. Han var gift med sina halvsystrar Neith och Iput II, sin brorsdotter Ankhenesmerire III och ytterligare två hustrur med namnen Ankhenesmerire IV och Wedjebten. Från äktenskapet med Neith föddes Nemtiemsaef II (Merenra II) och från äktenskapet med Ankhenesmerire IV föddes den blivande kungen Neferkare Nebi. Möjligtvis fick Pepi II fler söner med  Nebkauhor-Idu och Ptahshepses.
Många egyptologer anser idag att Pepi II var son till Merenra I. Detta baseras på att Manetho påstod att Pepi II besteg tronen redan som 6-åring, men eftersom Merenra I regerade i 11-15 år finns det då ingen möjlighet att Pepi II han ha varit son till Pepi I.

## Regeringstid
Pepi II hamnade redan som 6-åring på tronen när Merenra I dog och regerade enligt Manetho i 94 år och Turinpapyrusen anger 90+x år. Detta höga tal kan bero på en feltolkning av siffrorna 60 och 90 som inträffade när papyrusen skrevs, vilket skulle ge Pepi II 64 år som härskare. Dessutom är det troligt att raderna med Merenra I och Pepi II bytte plats, antingen hela raden, eller bara regeringslängden.
Det bevisligen högsta året som upptäckts är den "31:e avräkningen" (kreaturs-räkning som hölls vartannat år) vilket då skulle vara hans 62:a år som härskare. Detta ses som mer acceptabelt av flera egyptologer. Om det verkligen handlar om 94 år, betyder det att Pepi II är den längst sittande regenten i världen.
De första åren av hans regering skedde under en förmyndarregering då hans mor och farbror Djau skötte ting. Under hans tid på tronen decentraliserades landet allt mer; lokala furstar och vesirer började bli så kraftfulla att de öppet kunde trotsa faraos makt. Det resulterade så småningom med Gamla rikets kollaps, bara ett par årtionden efter Pepi II dog.
Medan han fortfarande var ung hörde han talas om att en av hans expeditioner till Nubien hade tillfångatagit en pygmé. Han sände uppjagad ett bud till expeditionen att genast ta pygmén till honom utan dröjsmål.
Under hans långa styre skickades många expeditioner ut, bland annat till Nubien och länderna Punt och Jam. Nära slutet på hans regeringstid, när han troligen var mycket gammal, bröts relationerna med flera länder av helt, vilket betonar att den centrala makten blev alltmer handlingsförlamad.
Pepi II begravdes i sin 53 m höga pyramid Menankh Neferkara (evigt liv för Neferkara) vid Sakkara. 